# Уждавинис, Альгис
Альгис Уждавинис (лит. Algis Uždavinys; 1962—2010) — литовский философ и учёный. В его работах был впервые проведён герменевтический сравнительный анализ египетской и греческой религий, в особенности их эзотерического отношения к семитским религиям. Занимался изучением внутреннего аспекта ислама (суфизма). Его книги были опубликованы на литовском, русском, английском и французском языках, включая переводы Плотина, Фритьофа Шуона и Ананды Кумарасвами на русский и литовский.

## Ранние годы
Альгис Уждавинис 26 апреля 1962 года в Вильнюсе, вырос в городе Друскининкай на реке Неман в южной части Литвы. Затем переехал в Вильнюс, где учился в Государственном художественном институте Литовской ССР (ныне Вильнюсская художественная академия).

## Карьера
После окончания университета познакомился с трудами и авторами традиционалистской или перенниалистской школы, и это повлияло на его сравнительное толкование, в частности, на его исследования по суфизму, древнеегипетской религии, и его утверждение о существенной преемственности греческой философской традиции от Пифагора до последних неоплатоников. Это последнее утверждение было явно сделано под влиянием Пьера Адо.
Уждавинис был активным членом редколлегии журнала Acta Orientalia Vilnensia и заведующим кафедрой гуманитарных наук Каунасского факультета Вильнюсской художественной академии. Как художественный критик, философ и интеллектуал, он был заметной фигурой в культурной жизни Литвы. В 2008 году он являлся научным сотрудником университета Ла Троба в Бендиго, Австралия.
Он был членом Международного общества Неоплатоническоих исследований и Ассоциации литовских художников. Постоянно публиковался в таких журналах как Sacred Web (Ванкувер) и Sophia (Вашингтон).

## Смерть
Уждавинис умер во сне от сердечного приступа 25 июля 2010 года в его родном селе Кабеляй.

## Сочинения

### Книги
- The Golden Chain: An Anthology of Platonic and Pythagorean Philosophy (World Wisdom, 2004) ISBN 978-0-941532-61-7. Introduction.
- Philosophy as a Rite of Rebirth: From Ancient Egypt to Neoplatonism (The Matheson Trust and Prometheus Trust, 2004) ISBN 978-1-898910-35-0. A free sizeable excerpt.
- The Heart of Plotinus: The Essential Enneads (World Wisdom, 2009) ISBN 978-1-935493-03-7.
- Philosophy and Theurgy in Late Antiquity (Sophia Perennis, 2010) ISBN 978-1-59731-086-4
- Ascent to Heaven in Islamic and Jewish Mysticism (The Matheson Trust, 2011) ISBN 978-1-908092-02-1. PDF excerpt
- Orpheus and the Roots of Platonism (The Matheson Trust, 2011) ISBN 978-1-908092-07-6. PDF excerpt

#### Монографии на литовском
- Labyrinth of Sources. Hermeneutical Philosophy and Mystagogy of Proclus, Vilnius: Lithuanian State Institute of Philosophy and Sociology, Eurigmas, 2002. (ISBN 9986-523-88-5).
- Hellenic Philosophy from Numenius to Syrianus, Vilnius: Lithuanian State Institute of Culture, Philosophy, and Arts, 2003. (ISBN 9986-638-40-2).
- The Egyptian Book of the Dead, Kaunas: Ramduva. (ISBN 978-9955-524-06-9).
- Hermes Trismegistus: The Way of Wisdom, Vilnius: Sophia, 2005. (ISBN 9986-9351-3X).

### Главы
- "From Homer to the Glorious Qur’an: Hermeneutical Strategies in the Hellenistic and Islamic Traditions, " Sacred Web, vol. 11, 2003.
- "The Egyptian Book of the Dead and Neoplatonic Philosophy, " History of Platonism, Plato Redivivus, eds. Robert Berchman and John Finamore. New Orleans: University Press of the South, 2005.
- "Chaldean Divination and the Ascent to Heaven, " in Seeing with Different Eyes: Essays in Astrology and Divination, eds. Patrick Curry and Angela Voss, Cambridge: Cambridge Scholars Publishing, 2007.

### Статьи
- «Putting on the Form of the Gods: Sacramental Theurgy in Neoplatonism», Sacred Web vol. 5, 2000, pp.107-120.
- «Sufism in the Light of Orientalism», Research Institute of Culture, Philosophy, and Arts, 2007.
- «Voices of Fire: Understanding Theurgy», Eye of the Heart, Vol 1, 2008.
- «Metaphysical symbols and their function in theurgy», Eye of the Heart, Vol 2, 2008.